# スヌーピー
スヌーピー（英: Snoopy）はアメリカの漫画家、チャールズ・モンロー・シュルツが1950年から書き始めた漫画『ピーナッツ』に登場するオスのビーグル犬であり、作品の主人公チャーリー・ブラウン少年の飼い犬。モデルとなったのは原作者のシュルツが13歳のときに飼っていたビーグルとの雑種の犬であり、趣味は変装、スポーツ、小説の執筆など多岐にわたる。
生まれた場所はデイジーヒル子犬園で、8匹兄弟の1匹。誕生秘話を語るアニメ作品もある。漫画への初登場は、連載開始から2日後の1950年10月4日のことである。現在でこそ「かわいいキャラクター」として定着しているが、初期は完全な犬の姿をしていた。その後時代が進むに従って姿を変えていき、現在に至る。
世界的に知られるキャラクターであり、その愛らしい風貌から日本国内でも人気が高く、日本においては、スヌーピーという名前自体が漫画『ピーナッツ』を指す代名詞となっている。漫画の名前自体が「スヌーピー」であると勘違いするケースや、スヌーピーが主人公だと誤解されているケースも多々見受けられる。本当の主人公はチャーリー・ブラウンである。

## キャラクター

### 概要
チャーリー・ブラウンの飼い犬である。お互いの絆は強いのだが、いつまでたってもチャーリーの名前を覚えず「丸頭の男の子（round-headed kid）」と呼んでいる。また、チャーリーに飼われ始めてからしばらくは自分がチャーリーの主人だと思っていた。
チャーリーがスヌーピーの飼い主となる前には、ライラという少女によって飼われていた。しかし、引っ越し先のマンションがペット禁止のため飼えなくなってしまい、いったん生まれ故郷のデイジーヒル子犬園へと戻されていた。チャーリーがスヌーピーを飼うことになった経緯は漫画『ピーナッツ』によると以下の通りである。あるとき幼いチャーリーが砂場で遊んでいると、隣にいた見知らぬ子供に頭からバケツいっぱいの砂を浴びせかけられた。彼は泣き出し、母親が慌てて家へと連れ帰った。翌日チャーリーの両親は彼を車でデイジーヒル子犬園へと連れてゆき1匹の仔犬を買い与えた、というものである。
アニメ版では、両親が仕事で忙しく、学校から家に帰っても妹のサリーしかいないという状況にとても寂しくなってしまったチャーリーは「家に帰ったら必ず自分を出迎えてくれる犬が欲しい」と思っていた。同時期にライラがスヌーピーを子犬園へ戻し、園長が再び子犬を特売するという新聞記事を掲載した。その新聞記事をチャーリーが発見し、ライナスと一緒に5ドルで引きとったことになっている。
原作漫画ではスヌーピーが8月10日と8月28日と2回の誕生日を迎えているため、どちらが公式の誕生日なのかはっきりしなかった。後に2011年6月1日付のソニー・クリエイティブプロダクツ発行のプレスリリース及び同年7月4日付の日本のスヌーピー公式サイト（下記リンクを参照のこと）発行のメールマガジン111号にて、誕生日は8月10日とする公式見解を発表した。これに伴い、同サイトでは、スヌーピーのバースデー特設サイトをオープンさせた。また、2015年に日本記念日協会に「スヌーピーの日」と認定された。

### 性格・特徴
ナルシストでもあり、「水皿の水にぼくのかおがうつっている。ぼくはのどが渇いているけど、この水をのみほせばぼくのかおは見られなくなる。ならぼくを見ているほうがいいや」といった発言もある。束縛を嫌い、自由と孤独を愛する。
食べ物の好みについては、ドッグフードはもちろんのこと、チョコチップクッキーやピザ、アイスクリーム、ルートビアなども好物として挙げられる。コーラも飲んでいるらしく、段ボール2箱以上ビンがたまっている。しかし、大好物である筈のチョコチップクッキーや、アーモンドクッキーのような「食べ物が中に入っている食べ物」は嫌いだと言っていたこともあった。彼は犬歯をはじめとした犬の歯並びをしておらず、人間と同じ歯並びをしているのが、「いたずらスヌーピー」の作中でにんまり笑った際に確認できる（かなりキレイな歯並びをしている）。
ウッドストックが大親友であり、彼の言葉を理解できるキャラクターである。他にウッドストックの言葉を理解できるキャラクターは兄弟のスパイクなどいるが、ウッドストックの仲間たちとコミュニケーションや区別ができるのはスヌーピーだけである。スヌーピーのお腹の上で寝たり、アイスホッケーで遊ぶなど仲良しコンビである。母の日にはいっしょに空を眺めそれぞれの母親を想ったりする。
猟犬であるにもかかわらずウサギが大好きであり、弁護士の変装をしてピーターラビットと思われるウサギの弁護を行ったり、ウサギ達もスヌーピーが病院に入院すると見舞いに行くほどである。
苦手なものは隣に住む猫（名前はWW2、すなわち「第二次世界大戦」。シュルツは第二次世界大戦に従軍している）やココナッツ（作者自身が苦手だった。スヌーピーに限らず、『ピーナッツ』の登場人物の多くがココナッツを嫌う描写がある）、ビーツなど。フリーダの飼い猫・ファーロンとも仲が悪い。閉所恐怖症なので犬小屋の屋根の上で眠る。作者いわく、眠っていても屋根から落ちないのは「渡り鳥の足と同じで、耳の筋肉が収縮して屋根につかまって落ちないようにしているから」らしい。
視力が悪く普段はコンタクトレンズを着けている。後悔していることは髭を生やさなかったことなど。恋多き性格で、何度か結婚寸前まで話が進んだこともあるがいずれも破局。結婚式の直前に媒酌人を頼んだ兄のスパイクに婚約者を奪われたこともあり、そのこともあってかガールハントの対象は人間の女の子になってしまった。お腹回りが突き出していてメタボ体型のように見えるが、運動神経抜群で漫画の中ではさまざまなスポーツに挑戦している。チャーリー・ブラウンの野球チームでも不動のショート（野球チームにおいて、日本では「エースで4番」という言葉があるように、チームで一番上手な者がピッチャーを務めることが多いが、アメリカではチームで一番上手な者がショートを務める場合が多い）。冬の時期はアイスホッケーにいそしみ、1980年頃からスケートリンクの製氷車、ザンボーニの運転を始め、1991年には「世界一のザンボーニ・ドライバー」としてザンボニー社から表彰されている。さらに耳を回転させることにより、ヘリコプターのように飛行することが可能。背が描かれることが比較的少ないため分かりにくいが、成犬になってからは背中に大きな黒斑がある（よく見ると横向きの場合にも、背中の中心が黒く塗られていることがわかる）。
ルーシー、ペパーミント・パティ、マーシーと言った女の子に対して、挨拶代わりや落ち込んでいるとき等の慰めとして、キスをすることがしばしばある。ただし、稀にチャーリーにもキスをすることがある。

### 作品内での扱い
初登場は1950年10月4日。シュルツはこのキャラクターに当初、Sniffyという名前を考えていたが、他の漫画作品ですでに使用されていたことから、自身の母親が亡くなる少し前に「次に犬を飼うときはスヌーピーという名にしよう」と発言していたことをヒントに、snoop（こそこそ嗅ぎ回る・こそこそ覗き回る・詮索する）に因んでSnoopy（スヌーピー）と名付けた経緯がある。
連載当初は普通のビーグル犬だったが、回が進むごとに知的になっていった。吠える描写はあるものの、人間の言葉は喋れないという設定だが、1952年5月27日には、頭の中で考えていることが吹き出しのセリフとして描かれるようになる。1957年6月28日にはチャーリー・ブラウンから直立二足歩行を教わり、その後二足歩行で歩き回るようになってからはお腹周りがぽっこりと出るようになり、前脚は四足歩行時に比べて小さく描かれ、人間の手と同じように物を持てるようになった。バスの運転も熟せる。更には、足を伸ばして地面に座り、耳を上に上げて回転させ、後ろ足にヘルメットを被ったウッドストックを乗せて、ヘリコプターのように空を飛ぶこともできるようになり、そしてついには著作活動を始め、弁護士や医者、果ては戦闘機の操縦士といった変装と妄想をするようにもなった。
スヌーピーの吹き出しによるセリフは、実際に喋っているものではないが、飼い主のチャーリー・ブラウン、そして、まれにライナスにはスヌーピーの考えていることが通じていると思われる描写もある（なお作者は「実際の言葉」と「頭の中で考えていること」を吹き出しの下部の形で区別する手法を取っている）。また、空想の中ではフランス語を巧みに操り、フランス語の素養のあるマーシーをルートビア片手に誘う描写も多い。

## 犬小屋
彼の住んでいる犬小屋は、外見では想像できないほど広い。スヌーピーやチャーリー・ブラウンの話では地下室に繋がる階段があり、地下室の玄関ホールにはカーペットが敷いてあり、観葉植物が置かれていたりテレビやエアコン、さらには卓球台やビリヤード台までもが設置してあるという。しかもいくつかの部屋に区切られており、図書室などもある。ライナスが逃げ込んだりテレビを見ていたりすることもある。かつてはゴッホの絵が飾られており（1966年9月19日の火事で焼失）、現在はワイエスの絵が飾られている。時々チャーリー・ブラウンやライナス、シュローダーが彼の家の大掃除を手伝う。
犬小屋は、スヌーピーが隣の猫をからかうたびに頻繁に破壊され、飛行機や、また後述のレッド・バロンのエピソードでは戦闘機となり、撃たれて穴が空いたり煙を吹き上げたりする。
初期は斜めから見たアングルでも描かれていたが（焼失した際にも周囲を巡る話がある）、次第に横から見た図しか描かれなくなった。作者によれば、犬小屋も横からしか描かなければ、読者もスヌーピーの「なりきり」（例えば、飛行士に扮したスヌーピーにとっては、単なる犬小屋も戦闘機である）により感情移入できるのではないかと考えたからだという。地下室のネタもこの頃から始まっている。
犬小屋を作ったのはチャーリー・ブラウンだが、彼の不器用さにスヌーピーが蹴りを入れて直したエピソードがある。
裏には枯れ木があり、ウッドストックが断り状を枝に刺してファイルしている。

## ごはん皿・水皿
スヌーピーはさまざまな色の皿を持っているが、通常は赤い皿をごはん皿、黄色い皿を水皿として使用している。しかし、皿の種類を区別できていない（これはかつて犬が色盲と思われていたことが原因と思われる）。皿の直径は10.25cm（皿を5280回廻ると1マイルということから）。皿は虫達の競技大会のスタジアムとして使用されることもある。冬には皿に乗って、ソリ遊びのようにして楽しむ。
ごはん皿はスヌーピーにとって重要なアイテムである。旅に出かける際にも、ごはん皿を帽子のように被りどこにでも持ち歩く。しかし、食いしん坊のスヌーピーはドッグフードを食べる際に皿を嘗め回すので、すぐに皿の底に穴を開けてしまう。その消費量はすさまじく、これ以上皿を買い換えるならばチャーリー・ブラウンの父親の理髪店を畳まなければならなくなると言われたほどである。
水皿は犬小屋並みにミステリアスである。この水皿では釣りをすることもできるし、さらにはホエールウォッチングをすることもできる。また、水皿に頭を突っ込むことがスヌーピーにとって最高のリラックス法である。
今まで使用していたごはん皿、水皿は全て写真に撮りアルバムに収め、ときどき眺めては昔を思い出している。

## スヌーピーの変装
スヌーピーは知的なキャラクターとなるに従って、多くの仮装をするようになった。その数は140を超えるといわれる。なお、変装の多くは「世界的に有名な…」（The world famous...）という肩書きで始まるものが多い。
ジョー・クール（Joe Cool）
サングラスがトレードマークの大学生。キャンパスをぶらぶらしてガールハントをしている。
第一次世界大戦の撃墜王（The World War 1 Flying Ace）
愛機「ソッピース キャメル」を操縦し、颯爽と大空を駆け巡る操縦士。ゴーグル付き飛行帽を被りマフラーを締めた姿で、「フォッカー三葉機(フォッカー Dr.I)」に乗るライバルのレッド・バロンとの空中戦を繰り広げる。夜になると小さなカフェ（マーシーの家。給仕はもちろん彼女）へ行き、ルートビアを楽しむ。ウッドストックが担当整備兵やレッド・バロンの助手“ピンク・バロン”として、また、マーシーがフランス娘役で登場することもある。
11月11日の復員軍人の日には、作者の友人で漫画家のビル・モールディンの家に行ってルートビアを酌み交わす。
ベトナム戦争の時期、作者は悩んだ挙句このキャラクターによる漫画を一時封印した。その後も、空中戦のシーンを書くよりも、その背景を描写することが多くなり、それがこのシチュエーションに深みをもたらした。
2015年10月22日にはデルタ航空より名誉パイロットの称号を贈られている。
小説家
毎回「それは暗い（真っ暗な）嵐の夜だった」（en:It was a dark and stormy night...）で始まる小説を愛用のタイプライターで書き続けているが、毎回出版社からは送り返されている。ポストに投函しようとしたら、ポストにも逃げられる程である。唯一出版された本もたった1部で絶版。ルーシーからアドバイスは受けているがあまり参考になっていないようだ。
弁護士
山高帽（驚くと飛ぶ）と黒い蝶ネクタイを着用し、常に鞄を引きずっている。名刺には「破産処理、財産管理、事故処理、医療問題、遺言検認、遺言書作成、そして、犬にかまれたときに」と書かれている。ピーターラビットや赤ずきんが顧客になったこともある。公判の日に法廷の場所が分からなくなることもしばしば。
ビーグル・スカウト（Beagle scout）
ボーイスカウト。隊員達はウッドストックをはじめとする小鳥達。ところが小鳥達は変わり者ばかりで思わぬ行動を取ってスヌーピーが困惑することも少なくない。このときは「ボーイスカウト」と呼称せず、必ず「ビーグル・スカウト」と呼称するが、これはアメリカのボーイスカウトにおいて規定されている最高位の称号が「Eagle Scout」であることのもじりに由来する。
イースター・ビーグル
毎年イースターに、色の付いた卵を配る。初めて会ったのはライナスで、毎回大声を出して喜んでいる。チャーリー・ブラウンは、「成り行き」でもらえなかったり、助手のウッドストックにもらうなどのシーンもある。

## スヌーピーの兄弟・姉妹・家族
スパイク（Spike）
帽子と髭がトレードマークのスヌーピーの兄。スヌーピーは兄弟の中で彼と一番親しい。他の兄弟と比べるとひょろひょろでかなり痩せているが、本人いわく、痩せているのではなく「スッキリしているんだ」とのこと。ニードルス近辺の荒野に独りで暮らしている。話し相手はサボテンのジョーと岩。サボテンの集会、サボテン・クラブでは会長を務める。不動産事務所を営んでいる。かつては猟犬として人間に飼われていたこともあったが、追いかけていたウサギが道路に飛び出し車にはねられてしまったことにショックを受け、誰も傷つけず、誰にも傷つけられない荒野へ引っ込んだという。スヌーピーの婚約者と駆け落ちしたことがある（その後、当の婚約者はコヨーテと駆け落ちしてしまった）。ミッキーマウスと知り合いで、靴をもらったことがある。お気に入りのテレビドラマは『OK捕虜収容所（Hogan's Heros）』。実はスヌーピー以外でウッドストックの言葉を理解できるキャラでもある（ウッドストックが月と間違ってニードルスに着いた際、ちゃんと彼と話ができていることから）。スヌーピーの第一次世界大戦の空想世界では一歩兵を務める。ちなみに、彼の名前はスヌーピーのモデルとなった作者少年時代の飼い犬の名前をそのまま使用している。
オラフ（Olaf）
スヌーピーの弟。醜犬コンテストで優勝した経験があるほどの太っちょ。しかし本人いわく、太っているのではなく「ふっくらしているんだ」とのこと。兄弟の中で最も大食いであるが、スヌーピー同様ココナッツは苦手。つぼを口に当て、音を鳴らすことができる。
アンディ（Andy）
スヌーピーの兄弟（兄か弟かは不明）。毛がふさふさしているという点を除けばスヌーピーにそっくり。オラフと一緒にスパイクの住む砂漠を捜し続けている。
マーブルス（Marbles）
スヌーピーの弟。名前の通り耳や体の模様がぶち（アニメではぶちは茶色）。スヌーピーの変装癖が理解できずに放浪の旅に出てしまう。
ベル（Belle）
スヌーピーの女きょうだい。パッチリとした目が特徴。現在はティーンエイジャーの息子とカンザスシティに住んでいる。スヌーピーの台詞に「最後に聞いた話では、10代の息子がいて、役立たずな夫のハウンドは逃げちゃったそうだ」とあることから、以前は夫がいたと推測される。スヌーピーの第一次世界大戦の空想世界では看護師を務めている。
ローバー（Rover）
スヌーピーの兄弟（アンディと同様、兄か弟かは不明）。1992年のテレビスペシャル「スヌーピーズ・リユニオン（邦題：スヌーピー誕生）」のオリジナルキャラクターで、原作には登場していない。
モーリー（Molly）
スヌーピーの女兄弟（アンディと同様、姉か妹かは不明）。ローバーと同様、「スヌーピーズ・リユニオン」のオリジナルキャラクターで、原作には登場していない。
レイモンド（Raymond）
白髭をたくわえたスヌーピーの父親。フロリダで隠居生活をしている。
ミッシー（Missy）
スヌーピーの母親。家族への手紙を断った。ファックスを持っているらしい。スヌーピーの第一次世界大戦の空想世界では、負傷したスパイクの見舞いのために船に乗ってやってきた。原作では名前は不明である。
ハリー（Harry）
ベルの息子。ピンクパンサーに似たひょろりとした体格のティーンエイジャー。母であるベルと共にカンザスシティに住んでいる。

## スヌーピーミュージアム

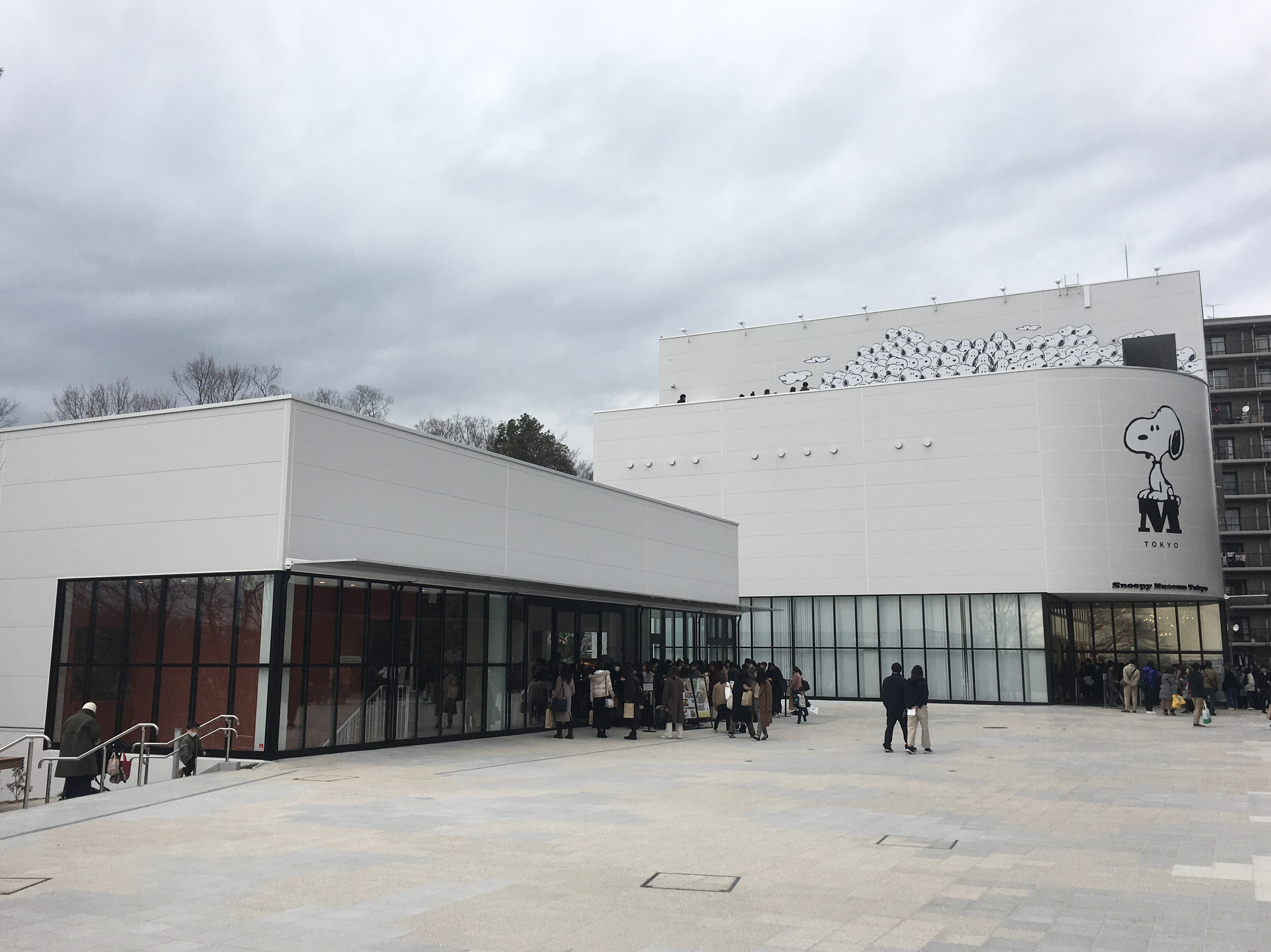
南町田のスヌーピーミュージアムとPEANUTS Cafe

スヌーピーミュージアム (SNOOPY MUSEUM TOKYO) は、アメリカ・カリフォルニア州にある「チャールズ M. シュルツ美術館」の世界で唯一となるサテライトミュージアム。ソニー・クリエイティブプロダクツが運営。東京都港区六本木において2016年4月23日〜2018年9月24日まで期間限定開館した後、2019年12月14日には東京都町田市鶴間の南町田グランベリーパーク駅前の再開発エリア「南町田グランベリーパーク」内に移転し、リニューアル開館している。

## スヌーピーと宇宙開発
- アポロ10号 - 月着陸船のコールサイン（愛称）が「スヌーピー」だった。司令船の名前はチャーリー・ブラウン。またNASAでは宇宙飛行士が使う通信用ヘッドセットを、その形状と色から「スヌーピーキャップ」と呼んでいる。
- シルバー・スヌーピー賞 - アメリカ航空宇宙局(NASA)が有人宇宙飛行計画の達成に貢献したNASA従業員や請負業者に与える賞[16]。宇宙へ運ばれたスヌーピーのピンバッジが贈られる。
- 国際科学技術博覧会（つくば万博） - イメージキャラクターに『ピーナッツ』が起用されており、会場では宇宙服を着たキャラクター商品が販売されていた[17]。
- 2022年に打ち上げが予定されている月周回ロケット アルテミス1号に搭乗する予定[18]。

## その他
- 乳幼児・子供向けアパレル企業 ファミリアは、1964年4月、日本で初めて「スヌーピー」の商品化権を取得し、Tシャツ、ジーンズ、トレーナー、ズボン、スカート等の衣料品と、ぬいぐるみを製造してキャラクターマーチャンダイジングにおける先鞭を付けた[19]。
- 1972年、アメリカ海軍の航空母艦「フォレスタル」艦上で空母適性試験中のF-14トムキャット量産原型10号機の垂直尾翼に、撃墜王に扮したスヌーピーが描かれたことがある[20]。
- バンド「ロイヤル・ガーズメン（初期の日本盤での表記はロイヤル・ガードメン）(Royal Guardsmen)」が1967年に「第一次世界大戦の撃墜王」をモチーフとした「暁の空中戦 (Snoopy vs. Red Baron)」という歌を歌い、ビルボードの「Hot 100」で2位を記録した。同バンドはその後も「帰ってきた撃墜王 (The Return of the Red Baron)」「ゆかいなクリスマス・マーチ (Snoopy's Christmas)」「スヌーピー大統領? (Snoopy for President)」、近年では2006年に発表された「Snoopy vs. Osama」といった『ピーナッツ』を題材とした曲を発表している。「帰ってきた撃墜王」はビルボードのHot 100で最高15位、「ゆかいなクリスマス・マーチ」はビルボードのクリスマス・チャートで1位（キャッシュボックスのTop 100では最高10位、レコード・ワールドでは最高17位）を獲得した。また「ゆかいなクリスマス・マーチ」はニュージーランドでは20世紀に最も売れた外国人アーティストのシングルと推定されるほどのヒットになり、21世紀の現在でもクリスマスソングの定番曲になっている[21]。「暁の空中戦」は日本では嵯峨たかよしがカバー（作詞：伊藤アキラ）した。
- スヌーピー好きの著名人にはB'zの稲葉浩志や前田敦子、増田貴久、スポーツ界では安藤美姫が挙げられる。タレントのSHEILAはスヌーピーが大好きで、翻訳の谷川俊太郎が認めるほど詳しく、それが縁でスヌーピーとコラボレーションブランドを立ち上げた。
- スヌープ・ドッグ - 彼が子供の頃に、親から「目がスヌーピーに似ている」という理由で「スヌープ」というあだ名で呼ばれていたのが芸名の由来である。
- SNOOPY×USPP（長谷川ミキプロデュース） - QVCがファッションブランドUSPP&キャラクターのコラボを実現した。
- 1977年に発表された、さだまさしの楽曲「雨やどり」の歌詞に「スヌーピーのハンカチ」というのがある。
- フジテレビ系列の情報バラエティ番組『ホンマでっか!?TV』で「異常心理評論家」の杉浦義典（広島大学大学院人間社会科学研究科 准教授）[22]は初登場時、その独特な髪型から司会の明石家さんまに「湯上がりスヌーピー」というあだ名を付けられた[23][24]。